# Meseta de Podolia
La meseta de Podolia (en ucraniano: Подільська височина́, Podilska vysochyná) es una meseta en el este y sudeste de Ucrania, estando su parte norteña al este de Polonia. La meseta de Podolia y la meseta de Volinia son consideradas frecuentemente como un conjunto conocido como meseta de Volinia-Podolia.

## Galería

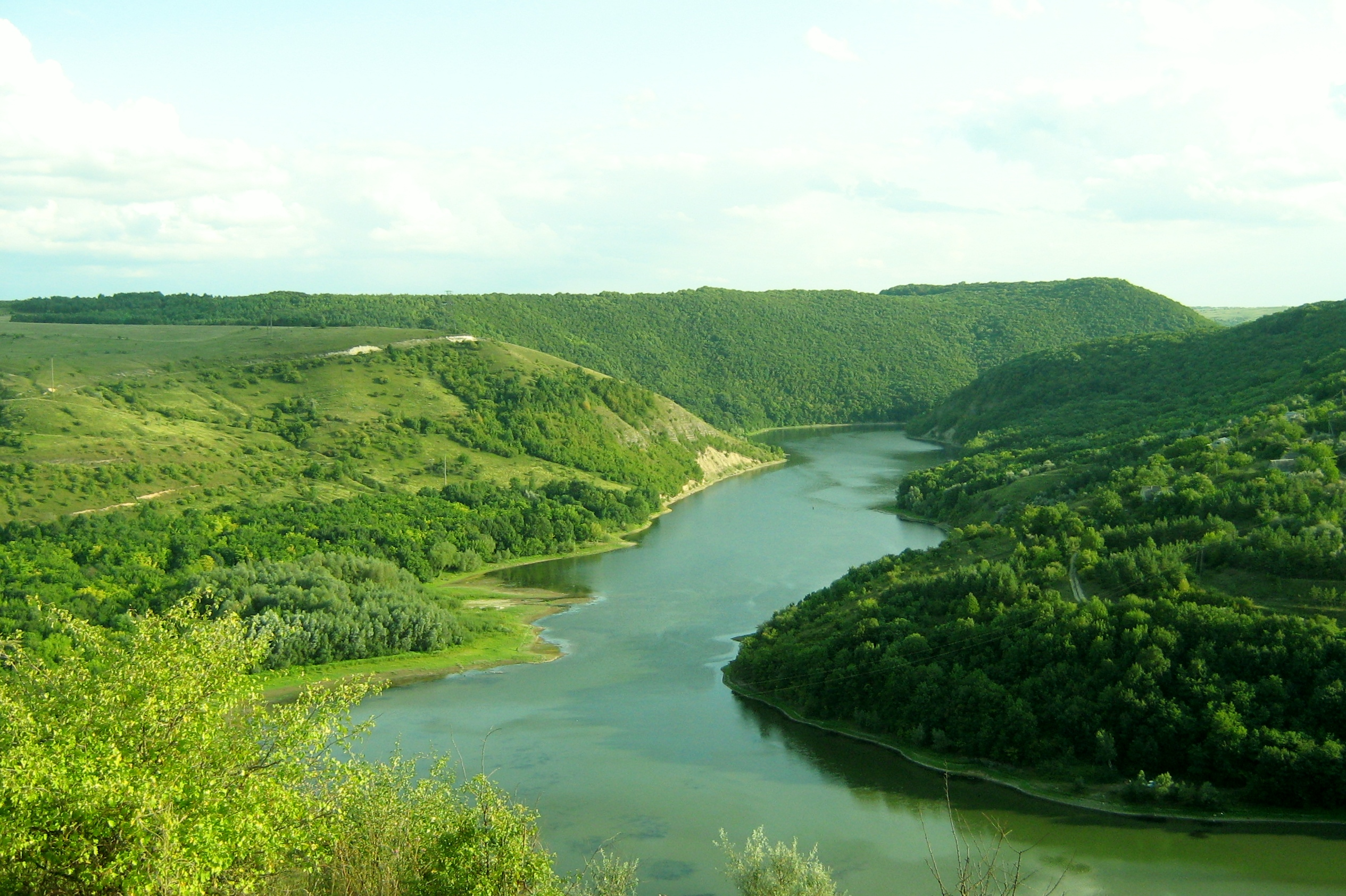
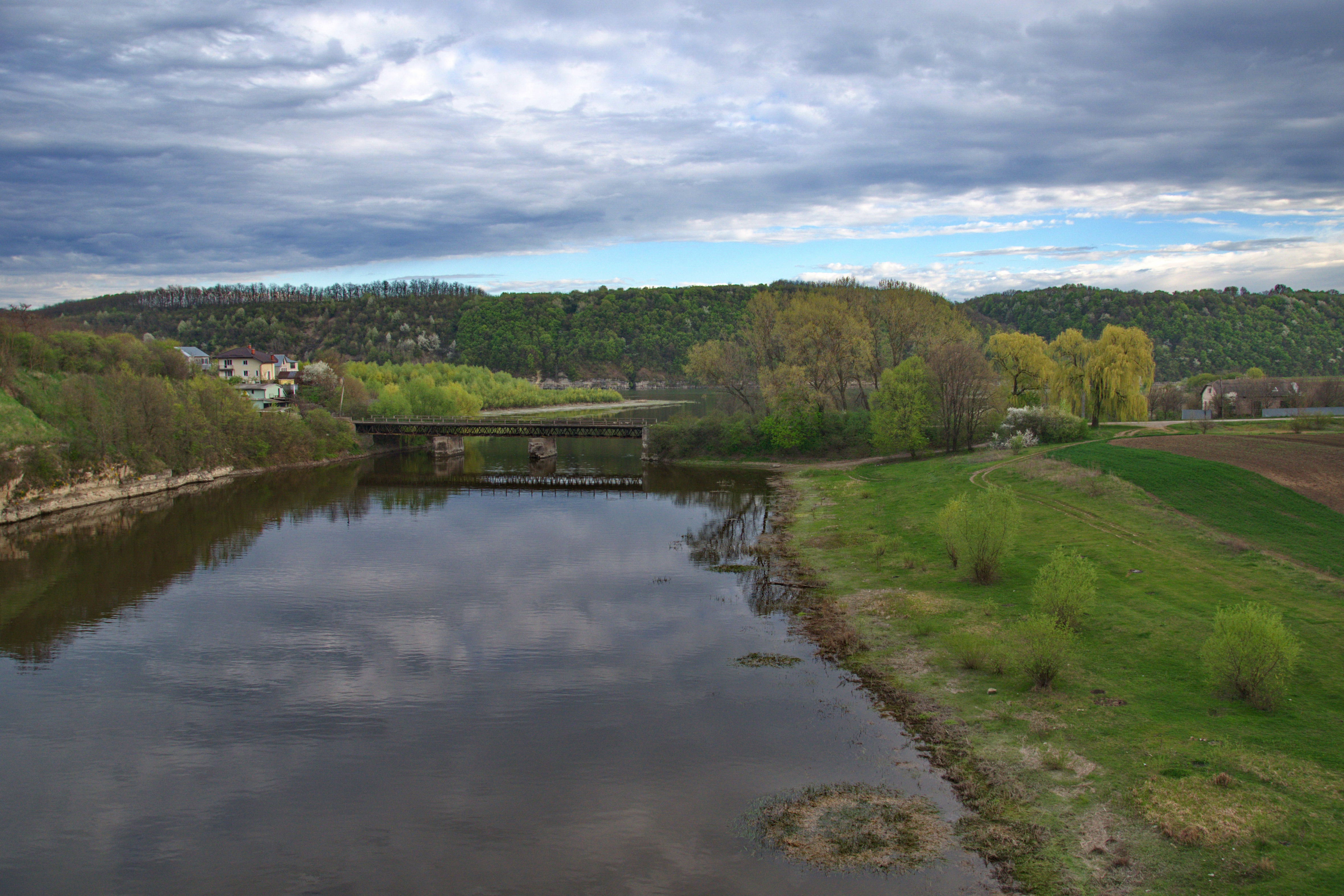
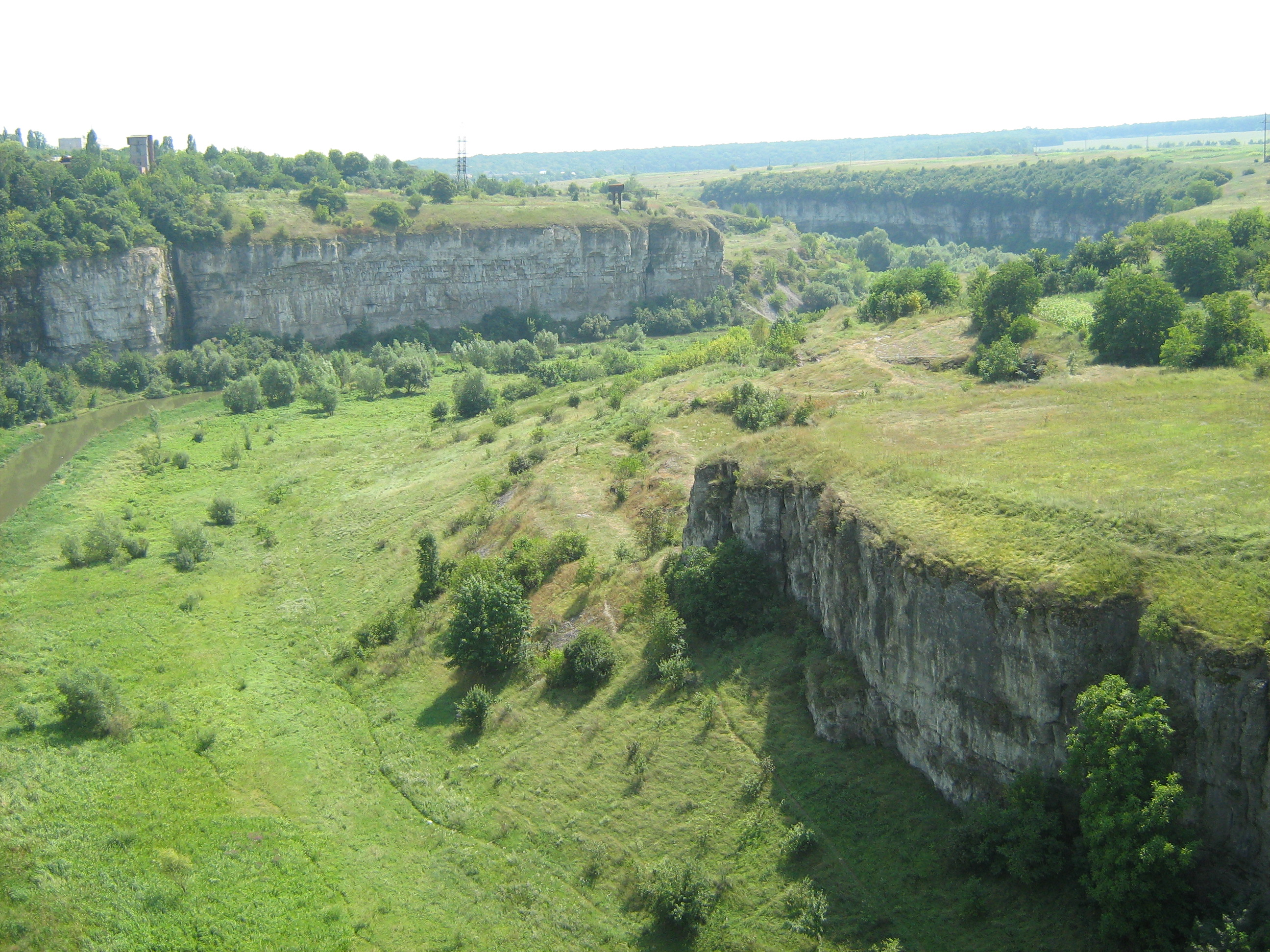
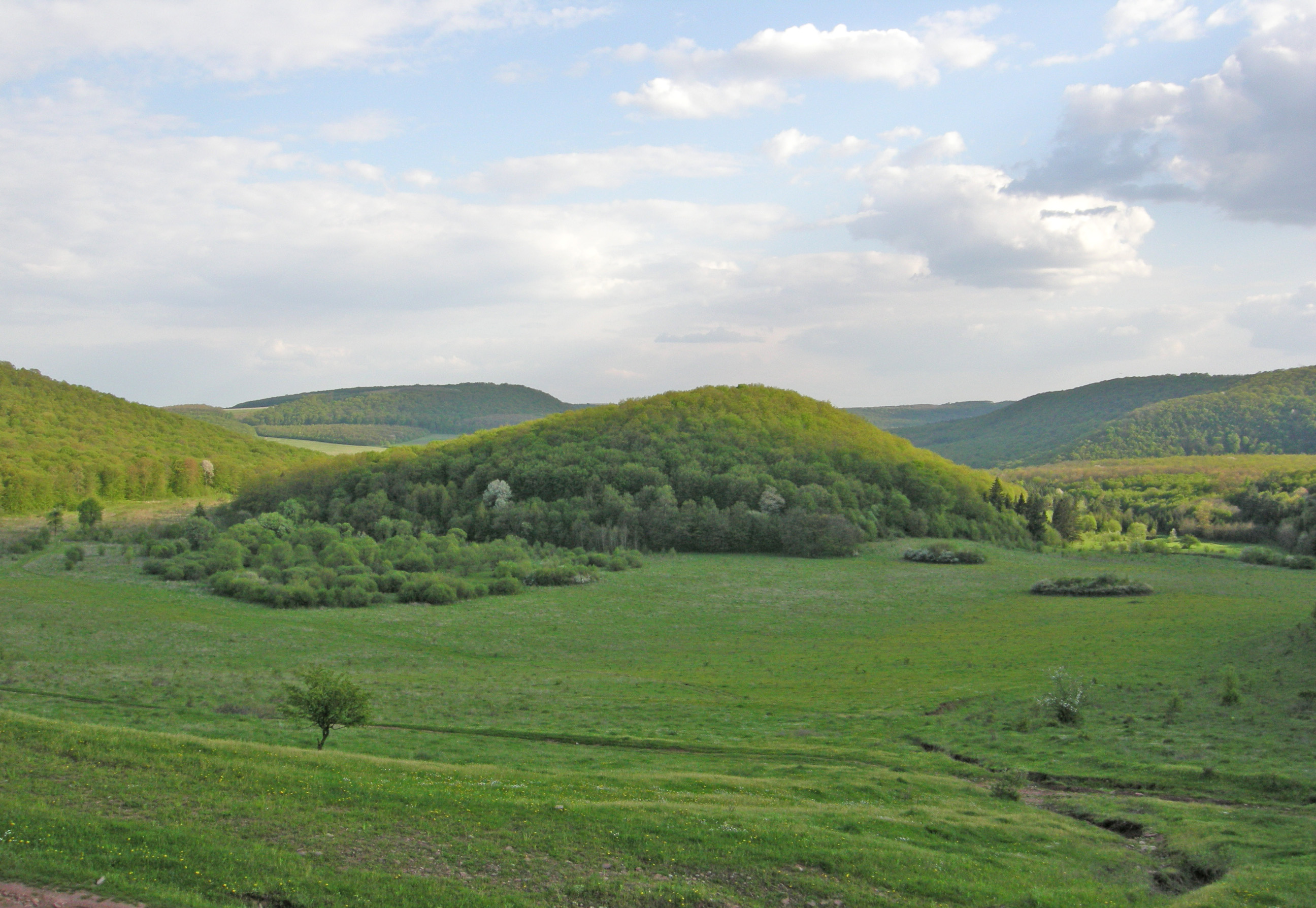
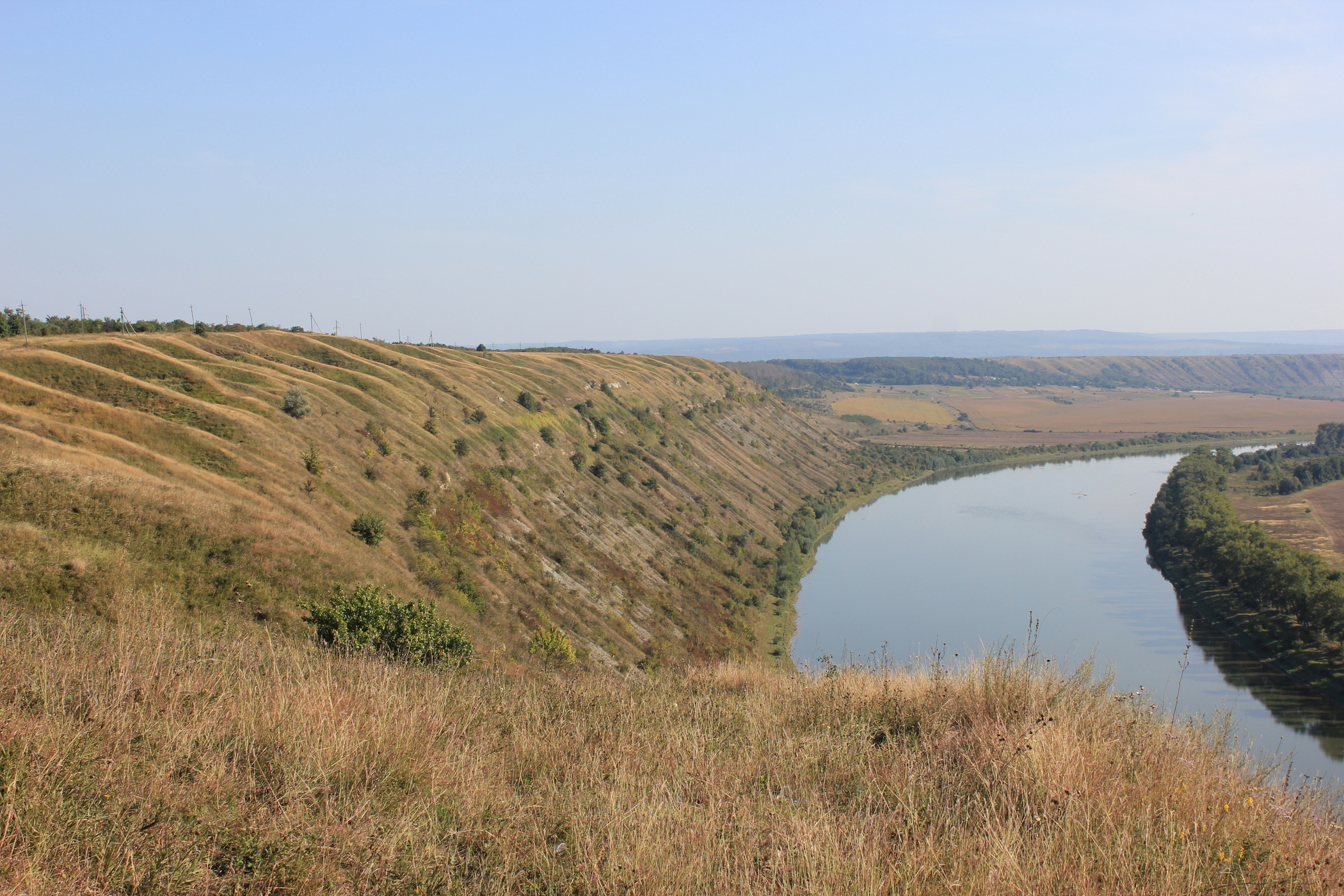